# Cirrus Aircraft
Cirrus Aircraft (oorspronkelijk Cirrus Design geheten) is een merk van het Amerikaanse vliegtuigbedrijf Cirrus Design Corporation, dat vooral kleine propellervliegtuigjes maakt.
Het eerste vliegtuig van Cirrus was de VK-30 in 1984, geleverd als zelfbouwpakket.

## Modellen
- Cirrus VK-30
- Cirrus ST-50
- Cirrus SRV
- Cirrus SR22
- Cirrus SR20
- Cirrus SR22T
- Cirrus Vision SF50
- Cirrus SRS

## Ongelukken
Ongelukken met een vliegtuig van Cirrus Aircraft

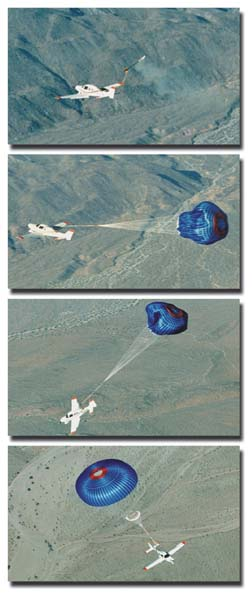
het door Cirrus ontwikkeld parachutesysteem CAPS (Cirrus Aircraft Parachute System) voor het maken van veilige noodlandingen

| Model | Datum      | Plaats                            | Opmerking                  |
| ----- | ---------- | --------------------------------- | -------------------------- |
| SR22  | 24-04-2021 | Mustang Beach Airport             |                            |
| SR22  | 04-09-2020 | Chester, Crawford County          |                            |
| SR22  | 31-05-2020 | The Solent off Calshot, Hampshire |                            |
| SR22  | 08-09-2018 | Mason City Airport, Iowa          | grondongeluk met propeller |
| SR20  | 05-09-2017 | Jacksonburg, West Virginia        |                            |